# Canal Rey Abdullah

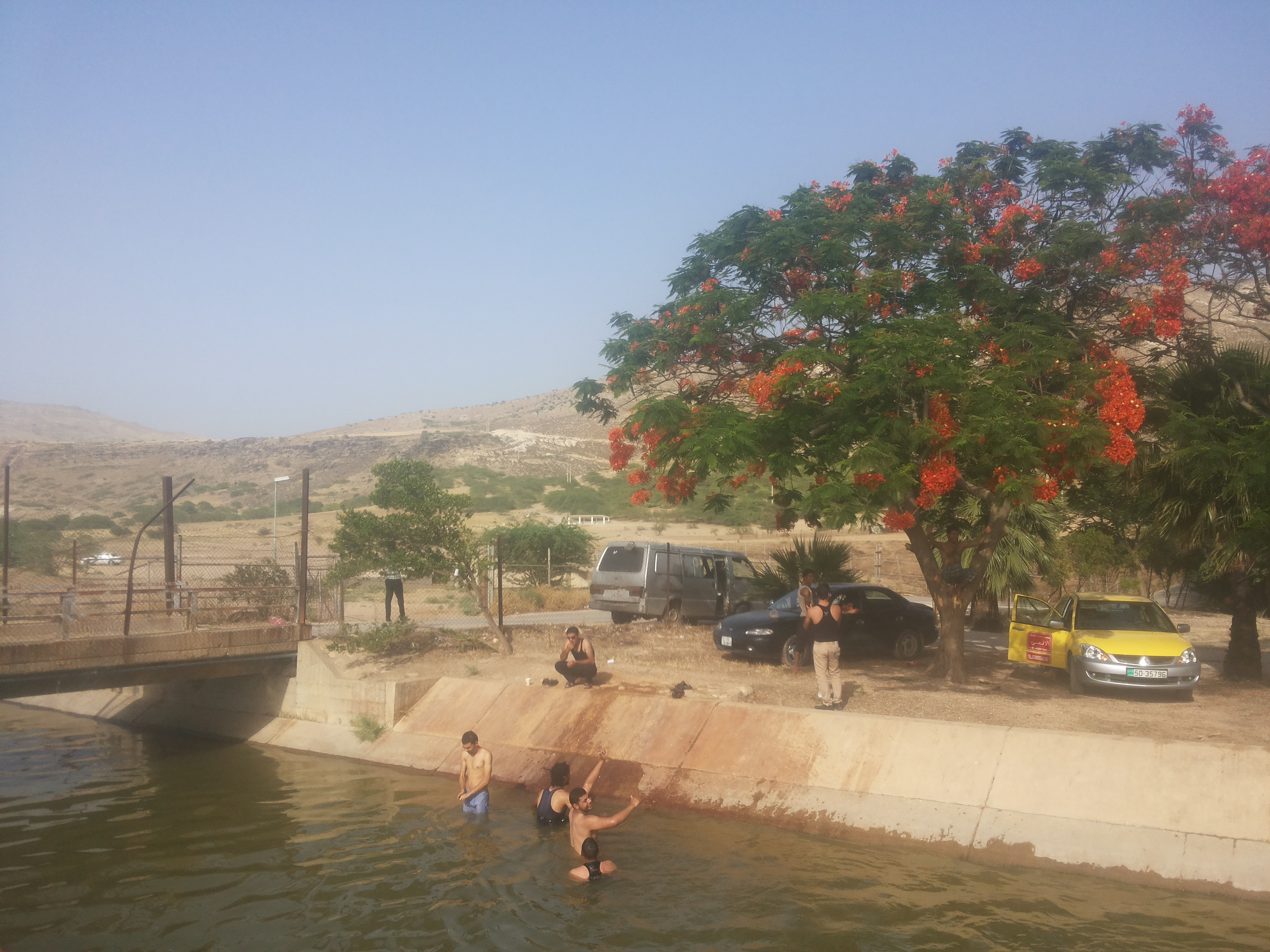
Canal Rey Abdullah I

El Canal Rey Abdullah es el mayor sistema de canales de riego de Jordania y discurre paralelo a la orilla oriental del río Jordán. Anteriormente se conocía como Canal Principal de Ghor Oriental y fue rebautizado en 1987 en honor a Abdullah I de Jordania, fundador y gobernante del reino jordano desde el 11 de abril de 1921 hasta su asesinato el 20 de julio de 1951.